# Lijst van voetbalinterlands Finland - Wales
Deze lijst van voetbalinterlands is een overzicht van alle officiële voetbalwedstrijden tussen de nationale teams van Finland en Wales. De landen speelden tot op heden zestien keer tegen elkaar. De eerste wedstrijd, een kwalificatiewedstrijd voor het Europees kampioenschap voetbal 1972, was op 26 mei 1971 in Helsinki. De laatste confrontatie, een kwalificatiewedstrijd voor het Europees kampioenschap voetbal 2024, vond plaats in Cardiff op 21 maart 2024.

## Wedstrijden
| №  | Plaats   | Datum             | Competitie                  | Wedstrijd       | Uitslag |
| -- | -------- | ----------------- | --------------------------- | --------------- | ------- |
| 1  | Helsinki | 26 mei 1971       | EK 1972 kwalificatie        | Finland – Wales | 0 – 1   |
| 2  | Cardiff  | 13 oktober 1971   | EK 1972 kwalificatie        | Wales – Finland | 3 – 0   |
| 3  | Helsinki | 10 september 1986 | EK 1988 kwalificatie        | Finland – Wales | 1 – 1   |
| 4  | Wrexham  | 1 april 1987      | EK 1988 kwalificatie        | Wales – Finland | 4 – 0   |
| 5  | Swansea  | 19 oktober 1988   | WK 1990 kwalificatie        | Wales – Finland | 2 – 2   |
| 6  | Helsinki | 6 september 1989  | WK 1990 kwalificatie        | Finland – Wales | 1 – 0   |
| 7  | Cardiff  | 29 maart 2000     | Vriendschappelijk           | Wales – Finland | 1 – 2   |
| 8  | Helsinki | 7 september 2002  | EK 2004 kwalificatie        | Finland – Wales | 0 – 2   |
| 9  | Cardiff  | 10 september 2003 | EK 2004 kwalificatie        | Wales – Finland | 1 – 1   |
| 10 | Cardiff  | 28 maart 2009     | WK 2010 kwalificatie        | Wales – Finland | 0 – 2   |
| 11 | Helsinki | 10 oktober 2009   | WK 2010 kwalificatie        | Finland – Wales | 2 – 1   |
| 12 | Cardiff  | 16 november 2013  | Vriendschappelijk           | Wales – Finland | 1 – 1   |
| 13 | Helsinki | 3 september 2020  | UEFA Nations League 2020/21 | Finland − Wales | 0 − 1   |
| 14 | Cardiff  | 18 november 2020  | UEFA Nations League 2020/21 | Wales − Finland | 3 − 1   |
| 15 | Helsinki | 1 september 2021  | Vriendschappelijk           | Finland − Wales | 0 − 0   |
| 16 | Cardiff  | 21 maart 2024     | EK 2024 kwalificatie        | Wales − Finland | 4 − 1   |

## Samenvatting
| Competitie          | Totaal gespeeld | Winst Finland | Gelijk | Winst Wales | Doelsaldo Finland – Wales |
| ------------------- | --------------- | ------------- | ------ | ----------- | ------------------------- |
| WK-kwalificatie     | 4               | 3             | 1      | 0           | 7 − 3                     |
| EK-kwalificatie     | 7               | 0             | 2      | 5           | 3 − 16                    |
| UEFA Nations League | 2               | 0             | 0      | 2           | 1 − 4                     |
| Vriendschappelijk   | 3               | 1             | 2      | 0           | 3 − 2                     |
| Totaal              | 16              | 4             | 5      | 7           | 14 − 25                   |

Wedstrijden bepaald door strafschoppen worden, in lijn met de FIFA, als een gelijkspel gerekend.

## Details

### Eerste ontmoeting
| EK 1972 kwalificatie (Helsinki, Finland, 26 mei 1971): |              | |
| Finland | 0 – 1        | Wales |
| | goals        | 54' John Toshack |
| Olavi Laaksonen | bondscoach   | David Bowen |
| Lars Näsman Timo Kautonen Raimo Saviomää Vilho Rajantie Jouko Soumalainen Timo Nummelin Pekka Heikkilä Raimo Toivanen 46' Matti Paatelainen Arto Tolsa Tommy Lindholm | opstellingen | Tony Millington Malcolm Page Stephen Derrett Alan Durban John Roberts Roy Mielczarek Richard Krzywicki Philip Jones Ronald Rees John Toshack Gilbert Reece |
| Jarmo Flink 46' | wissels      | |
| Raimo Toivanen ??' Arto Tolsa ??' | gele kaarten | ??' Raymond Mielczarek ??' John Toshack |

### Tweede ontmoeting
| EK 1972 kwalificatie (Cardiff, Wales, 13 oktober 1971): |              | |
| Wales | 3 – 0        | Finland |
| William Durban 10' John Toshack 53' Gilbert Reece 89' | goals        | |
| David Bowen | bondscoach   | Olavi Laaksonen |
| Gareth Sprake 46' Peter Rodrigues Roderick Thomas John Griffith Roberts Michael England Terrence Hennessey Brian Evans Trevor Hockey William Durban John Toshack Gilbert Reece | opstellingen | Lars Näsman Seppo Kilponen Raimo Saviomää Ari Mäkynen Pekka Kosonen Raimo Elo Jarmo Flink Mikka Toivola 46' Heikki Suhonen Pekka Heikkilä Tommy Lindholm |
| Tony Millington 46' | wissels      | 46' Henry Bergström |
| - Debuut van Trevor Hockey (Sheffield United) en Brian Evans (Swansea City) voor Wales. - Debuut Pekka Kosonen (Lahti) en Henry Bergström (IFK Vasa) voor Finland.             |              | |

### Derde ontmoeting
| EK 1988 kwalificatie (Helsinki, Finland, 10 september 1986):                                                                                                  |              | |
| Finland | 1 – 1        | Wales |
| Ari Hjelm 11' | goals        | 68' Neil Slatter |
| Martti Kuusela | bondscoach   | Mike England |
| Kari Laukkanen Esa Pekonen Jukka Ikäläinen Jari Europaeus Erkka Petäjä Pasi Tauriainen Markus Törnvall Kari Ukkonen Mika Lipponen 76' Jari Rantanen Ari Hjelm | opstellingen | Martin Thomas Kenny Jackett Kevin Ratcliffe Jeremy Charles Robbie James Peter Nicholas 81' Clayton Blackmore Mark Aizlewood 52' Geraint Williams Ian Rush Dean Saunders |
| Ari Valvee 76' | wissels      | 52' Neil Slatter 81' Steve Lowndes |

### Vierde ontmoeting
| EK 1988 kwalificatie (Wrexham, Wales, 1 april 1987):          |       |         |
| Wales                                                         | 4 – 0 | Finland |
| Ian Rush 7' Glyn Hodges 28' David Phillips 63' Andy Jones 86' | goals |         |

### Vijfde ontmoeting
| WK 1990 kwalificatie (Swansea, Wales, 19 oktober 1988): |       |                                            |
| Wales                                                   | 2 – 2 | Finland                                    |
| Dean Saunders 24' Aki Lahtinen 40' (e.d.)               | goals | 9' Kari Ukkonen 44' Mika-Matti Paatelainen |

### Zesde ontmoeting
| WK 1990 kwalificatie (Helsinki, Finland, 6 september 1989): |       |       |
| Finland                                                     | 1 – 0 | Wales |
| Mika Lipponen 51'                                           | goals |       |

### Zevende ontmoeting
| Vriendschappelijk (Cardiff, Wales, 29 maart 2000):        |       |                                           |
| Wales                                                     | 1 – 2 | Finland                                   |
| Ryan Giggs 60'                                            | goals | 21' Jari Litmanen 42' (e.d.) Nathan Blake |
| - Debuut van Gareth Roberts (Tranmere Rovers) voor Wales. |       |                                           |

### Achtste ontmoeting
| EK 2004 kwalificatie (Helsinki, Finland, 7 september 2002): |       |                                   |
| Finland                                                     | 0 – 2 | Wales                             |
|                                                             | goals | 30' John Hartson 72' Simon Davies |

### Negende ontmoeting
| EK 2004 kwalificatie (Cardiff, Wales, 10 september 2003): |              |                     |
| Wales                                                     | 1 – 1        | Finland             |
| Simon Davies 3'                                           | goals        | 79' Mikael Forssell |
| Jason Koumas ?', 64'                                      | rode kaarten |                     |

### Tiende ontmoeting
| WK 2010 kwalificatie (Cardiff, Wales, 28 maart 2009): |       |                                         |
| Wales                                                 | 0 – 2 | Finland                                 |
|                                                       | goals | 42' Jonatan Johansson 90+1' Shefki Kuqi |

### Elfde ontmoeting
| WK 2010 kwalificatie (Helsinki, Finland, 10 oktober 2009): |       |                   |
| Finland                                                    | 2 – 1 | Wales             |
| Roni Porokara 5' Niklas Moisander 77'                      | goals | 17' Craig Bellamy |

### Twaalfde ontmoeting
| Vriendschappelijk (Cardiff, Wales, 16 november 2013): |       |                  |
| Wales                                                 | 1 – 1 | Finland          |
| Andy King 58'                                         | goals | 90+1' Riku Riski |

### Dertiende ontmoeting
| UEFA Nations League 2020/21 (Helsinki, Finland, 3 september 2020): |       |                   |
| Finland                                                            | 0 – 1 | Wales             |
|                                                                    | goals | 80' Kieffer Moore |

### Veertiende ontmoeting
| UEFA Nations League 2020/21 (Cardiff, Wales, 18 november 2020): |              |                 |
| Wales                                                           | 3 – 1        | Finland         |
| Harry Wilson 29' Daniel James 46' Kieffer Moore 84'             | goals        | 63' Teemu Pukki |
|                                                                 | rode kaarten | 12' Jere Uronen |

Finse voetbalbond · A-internationals · Bondscoaches · Statistieken · Fins vrouwenelftal · Olympisch elftal · Finland U21 · Finland U20 · Finland U19 · Finland U18 · Finland U17 · Finland U16
1911 – 1919 ·
1920 – 1929 ·
1930 – 1939 ·
1940 – 1949 ·
1950 – 1959 ·
1960 – 1969 ·
1970 – 1979 ·
1980 – 1989 ·
1990 – 1999 ·
2000 – 2009 ·
2010 – 2019 ·
2020 − 2029
EK 2020
OS 1912 ·
OS 1936 ·
OS 1952 ·
OS 1980
1911 · 
1912 · 
1913 · 
1914 · 
1915 · 1916 · 1917 · 1918 · 
1919 · 
1920 · 
1921 · 
1922 · 
1923 · 
1924 · 
1925 · 
1926 · 
1927 · 
1928 · 
1929 · 
1930 · 
1931 · 
1932 · 
1933 · 
1934 · 
1935 · 
1936 · 
1937 · 
1938 · 
1939 · 
1940 · 
1941 · 
1942 · 
1943 · 
1944 · 
1945 · 
1946 · 
1947 · 
1948 · 
1949 · 
1950 · 
1952 · 
1952 · 
1953 · 
1954 · 
1955 · 
1956 · 
1957 · 
1958 · 
1959 · 
1960 · 
1961 · 
1962 · 
1963 · 
1964 · 
1965 · 
1966 · 
1967 · 
1968 · 
1969 · 
1970 · 
1971 · 
1972 · 
1973 · 
1974 · 
1975 · 
1976 · 
1977 · 
1978 · 
1979 · 
1980 · 
1981 · 
1982 · 
1983 · 
1984 · 
1985 · 
1986 · 
1987 · 
1988 · 
1989 · 
1990 · 
1991 · 
1992 · 
1993 · 
1994 · 
1995 · 
1996 · 
1997 · 
1998 · 
1999 · 
2000 · 
2001 · 
2002 · 
2003 · 
2004 · 
2005 · 
2006 · 
2007 · 
2008 · 
2009 · 
2010 · 
2011 · 
2012 · 
2013 · 
2014 · 
2015 · 
2016 · 
2017 · 
2018 ·
2019 ·
2020
Albanië ·
Algerije ·
Andorra ·
Armenië ·
Azerbeidzjan ·
Bahrein ·
Barbados ·
België ·
Bermuda ·
Bolivia ·
Bosnië en Herzegovina ·
Brazilië ·
Bulgarije ·
Canada ·
Chili ·
China ·
Colombia ·
Costa Rica ·
Cyprus ·
Denemarken ·
DDR ·
(West-)Duitsland ·
Ecuador ·
Egypte ·
Engeland ·
Estland ·
Faeröer ·
Frankrijk ·
Georgië ·
Griekenland ·
Honduras ·
Hongarije ·
Ierland ·
IJsland ·
India ·
Irak ·
Israël ·
Italië ·
Japan ·
Jemen ·
Joegoslavië ·
Jordanië ·
Kameroen ·
Kazachstan ·
Koeweit ·
Kosovo ·
Kroatië ·
Letland ·
Liechtenstein ·
Litouwen ·
Luxemburg ·
Maleisië ·
Malta ·
Marokko ·
Mexico ·
Moldavië ·
Montenegro ·
Nederland ·
Noord-Ierland ·
Noord-Korea ·
Noord-Macedonië ·
Noorwegen ·
Oekraïne · 
Oman ·
Oostenrijk ·
Peru ·
Polen ·
Portugal ·
Qatar ·
Roemenië ·
Rusland ·
San Marino ·
Saoedi-Arabië ·
Schotland ·
Servië ·
Servië en Montenegro ·
Singapore ·
Slovenië ·
Slowakije ·
Sovjet-Unie ·
Spanje ·
Thailand ·
Trinidad en Tobago ·
Tsjechië ·
Tsjecho-Slowakije ·
Tunesië ·
Turkije ·
Uruguay ·
Verenigde Arabische Emiraten ·
Verenigde Staten ·
Wales ·
Wit-Rusland ·
Zuid-Korea ·
Zweden ·
Zwitserland
België (2021) · 
Denemarken (2021) · 
Rusland (2021)
FAW · A-internationals · Bondscoaches · Statistieken · Welsh vrouwenelftal · Brits olympisch elftal · Wales U21 · Wales U20 · Wales U19 · Wales U18 · Wales U17 · Wales U16
1876 – 1899 ·
1900 – 1919 ·
1920 – 1929 ·
1930 – 1939 ·
1940 – 1949 ·
1950 – 1959 ·
1960 – 1969 ·
1970 – 1979 ·
1980 – 1989 ·
1990 – 1999 ·
2000 – 2009 ·
2010 – 2019 ·
2020 − 2029
EK 2016 · 
EK 2020
WK 1958
1876 · 
1877 · 
1878 · 
1879 · 
1880 · 
1881 · 
1882 · 
1883 · 
1884 · 
1885 · 
1886 · 
1887 · 
1888 · 
1889 · 
1890 · 
1891 · 
1892 · 
1893 · 
1894 · 
1895 · 
1896 · 
1897 · 
1898 · 
1899 · 
1900 · 
1901 · 
1902 · 
1903 · 
1904 · 
1905 · 
1906 · 
1907 · 
1908 · 
1909 · 
1910 · 
1911 · 
1912 · 
1913 · 
1914 · 
1915 · 1916 · 1917 · 1918 · 1919 · 
1920 · 
1921 · 
1922 · 
1923 · 
1924 · 
1925 · 
1926 · 
1927 · 
1928 · 
1929 · 
1930 · 
1931 · 
1932 · 
1933 · 
1934 · 
1935 · 
1936 · 
1937 · 
1938 · 
1939 · 
1940 · 1941 · 1942 · 1943 · 1944 · 1945 · 
1946 · 
1947 · 
1948 · 
1949 · 
1950 · 
1952 · 
1952 · 
1953 · 
1954 · 
1955 · 
1956 · 
1957 · 
1958 · 
1959 · 
1960 · 
1961 · 
1962 · 
1963 · 
1964 · 
1965 · 
1966 · 
1967 · 
1968 · 
1969 · 
1970 · 
1971 · 
1972 · 
1973 · 
1974 · 
1975 · 
1976 · 
1977 · 
1978 · 
1979 · 
1980 · 
1981 · 
1982 · 
1983 · 
1984 · 
1985 · 
1986 · 
1987 · 
1988 · 
1989 · 
1990 · 
1991 · 
1992 · 
1993 · 
1994 · 
1995 · 
1996 · 
1997 · 
1998 · 
1999 · 
2000 · 
2001 · 
2002 · 
2003 · 
2004 · 
2005 · 
2006 · 
2007 · 
2008 · 
2009 · 
2010 · 
2011 · 
2012 · 
2013 · 
2014 · 
2015 · 
2016 · 
2017 ·
2018 ·
2019 ·
2020 ·
2021 ·
2022 ·
2023
Albanië ·
Andorra ·
Argentinië ·
Armenië ·
Australië ·
Azerbeidzjan ·
België ·
Bosnië en Herzegovina ·
Brazilië ·
Bulgarije ·
Canada ·
Chili ·
China ·
Costa Rica ·
Cyprus ·
DDR ·
Denemarken ·
Duitsland ·
Engeland ·
Estland ·
Faeröer ·
Finland ·
Frankrijk ·
Georgië ·
Gibraltar ·
Griekenland ·
Hongarije ·
Ierland ·
IJsland ·
Iran ·
Israël ·
Italië ·
Jamaica ·
Japan ·
Joegoslavië ·
Kazachstan ·
Koeweit ·
Kroatië ·
Letland ·
Liechtenstein ·
Luxemburg ·
Malta ·
Mexico ·
Moldavië ·
Montenegro ·
Nederland ·
Nieuw-Zeeland ·
Noord-Ierland ·
Noord-Macedonië ·
Noorwegen ·
Oekraïne ·
Oostenrijk ·
Panama ·
Paraguay ·
Polen ·
Portugal · 
Qatar ·
Roemenië ·
Rusland ·
San Marino ·
Saoedi-Arabië ·
Schotland ·
Servië ·
Servië en Montenegro ·
Slovenië ·
Slowakije ·
Sovjet-Unie ·
Spanje ·
Trinidad & Tobago ·
Tsjechië ·
Tsjecho-Slowakije ·
Tunesië ·
Turkije ·
Uruguay ·
Verenigde Staten ·
Wit-Rusland ·
Zuid-Korea ·
Zweden ·
Zwitserland
Engeland (2016) · 
Denemarken (2021) · 
Italië (2021) · 
Rusland (2016) ·
Slowakije (2016) · 
Turkije (2021) · 
Zwitserland (2021)